# 格莱泽
格莱泽（法語：Gleizé，法語發音：[ɡlɛze]）是法国罗讷省的一个市镇，属于索恩河畔自由城区。

## 地理
格莱泽（45°59'21"N, 4°41'49"E）面积10.46 平方千米，位于法国奥弗涅-罗讷-阿尔卑斯大区罗讷省，该省份为法国中东部省份，北起顺时针与索恩-卢瓦尔省、安省、里昂大都会、伊泽尔省和卢瓦尔省接壤。
与格莱泽接壤的市镇（或旧市镇、城区）包括：阿尔纳斯、波米耶、索恩河畔自由城、德尼塞、拉斯纳、利马、金石门镇。
格莱泽的时区为UTC+01:00、UTC+02:00（夏令时）。

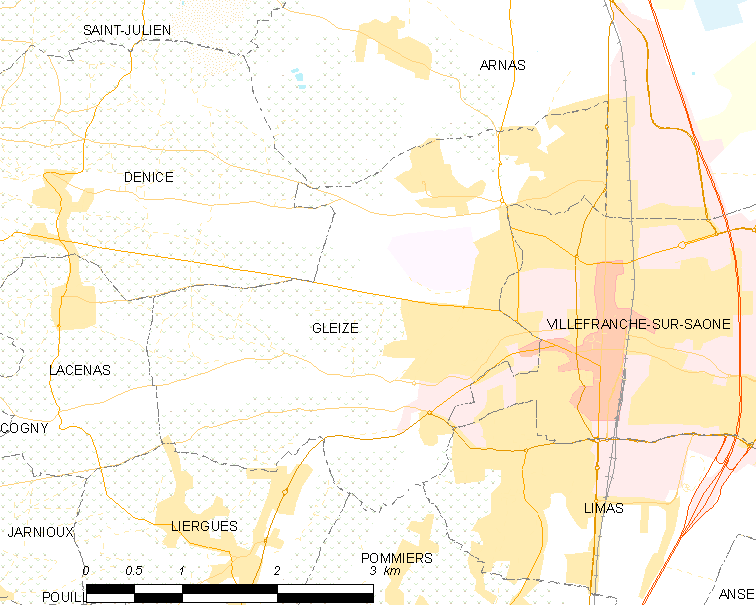
格莱泽的OSM定位图

## 行政
格莱泽的邮政编码为69400，INSEE市镇编码为69092。

## 政治
格莱泽所属的省级选区为格莱泽县。

## 人口

1962-2008年间格莱泽人口变化图示

格莱泽于2022年1月1日时的人口数量为7824人。

## 纪念建筑

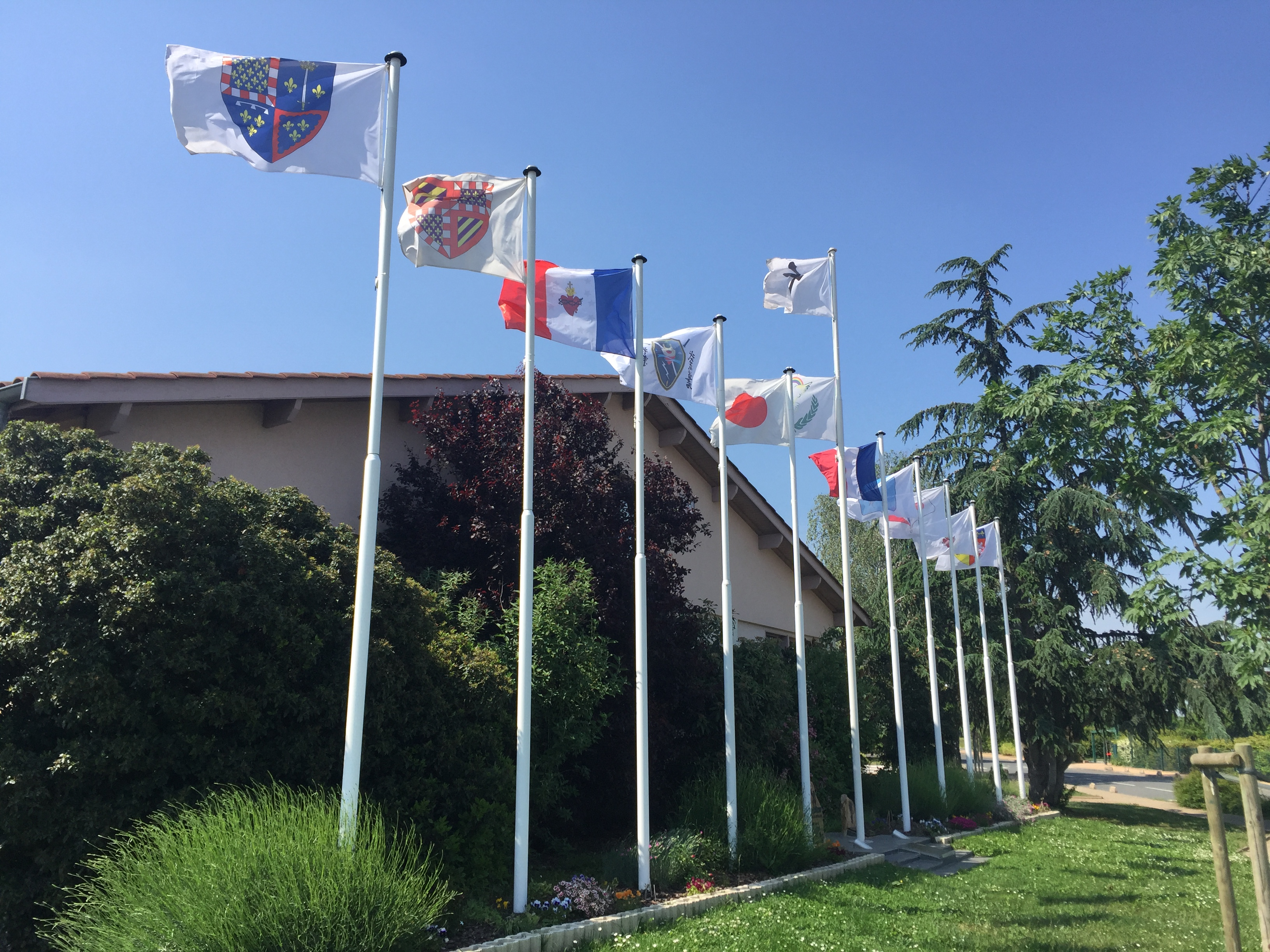
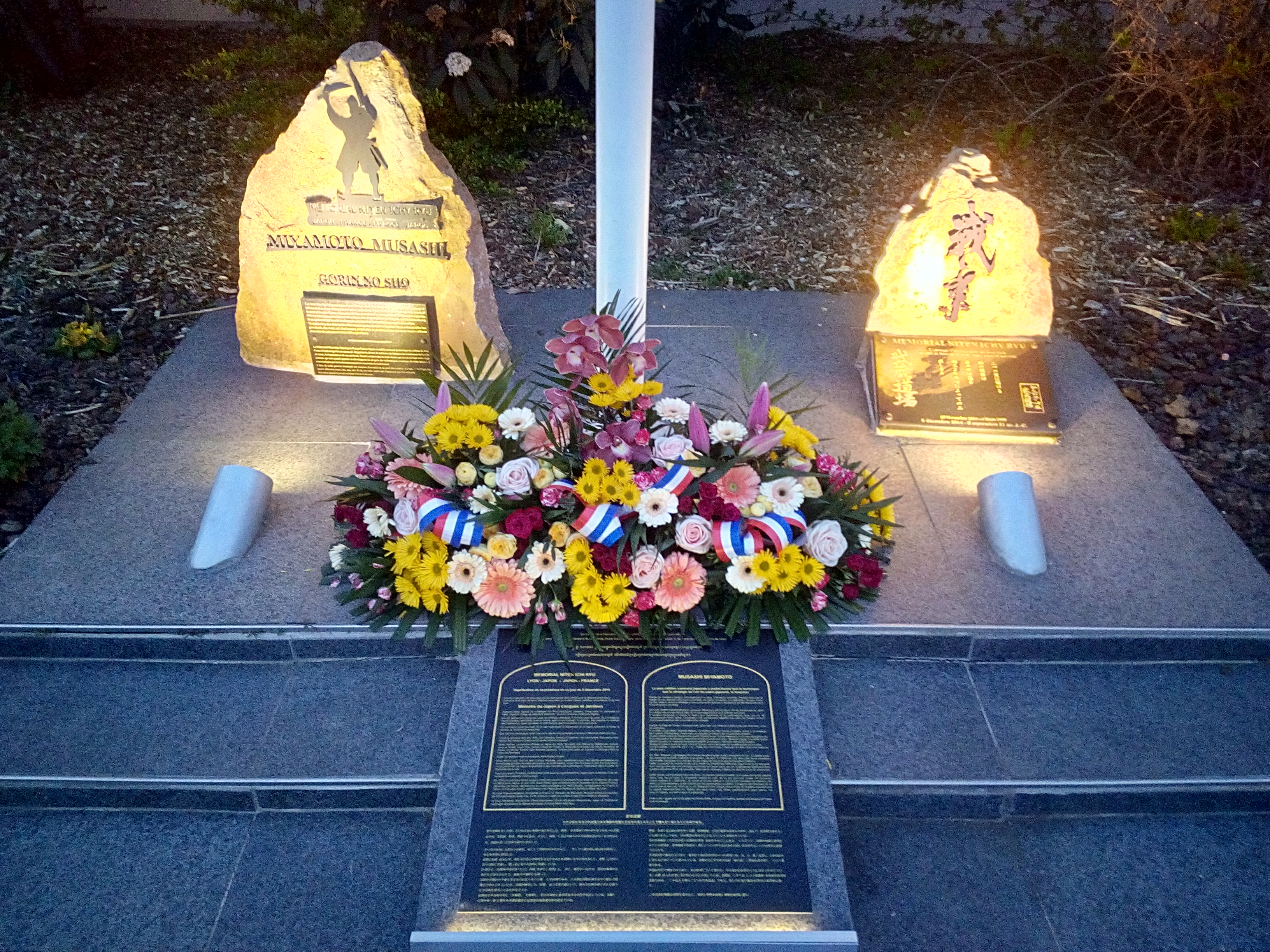

- 宫本武藏雕像[2]
- 里昂-日本纪念馆，日本-法国[3]